# Тетянич Федір Констянтинович
Федір Костянтинович Тетянич або Фрипулья (17 лютого 1942, селище Княжичі — 18 лютого 2007, Київ) — український художник (монументаліст, живописець, графік, скульптор, перформер), поет і філософ, концептуаліст. Член Спілки художників СРСР і Спілки художників України (з 1973).
Був одним із піонерів перформансу та гепенінгу на теренах радянського простору, які він влаштовував під екзотичною маскою фрика, яскравим представником андеграунду, а згодом і учасником нової української хвилі[джерело?].
Як зазначає Енциклопедія сучасної України, «Киянин Ф. Тетянич створював незвичні інсталяції („фріпульї“) і доповнював їх перформансами в епатажному вбранні, виступаючи на вулицях, у галереях та поважних музеях, руйнуючи обивательські смаки й стереотипи»..

## Життєпис

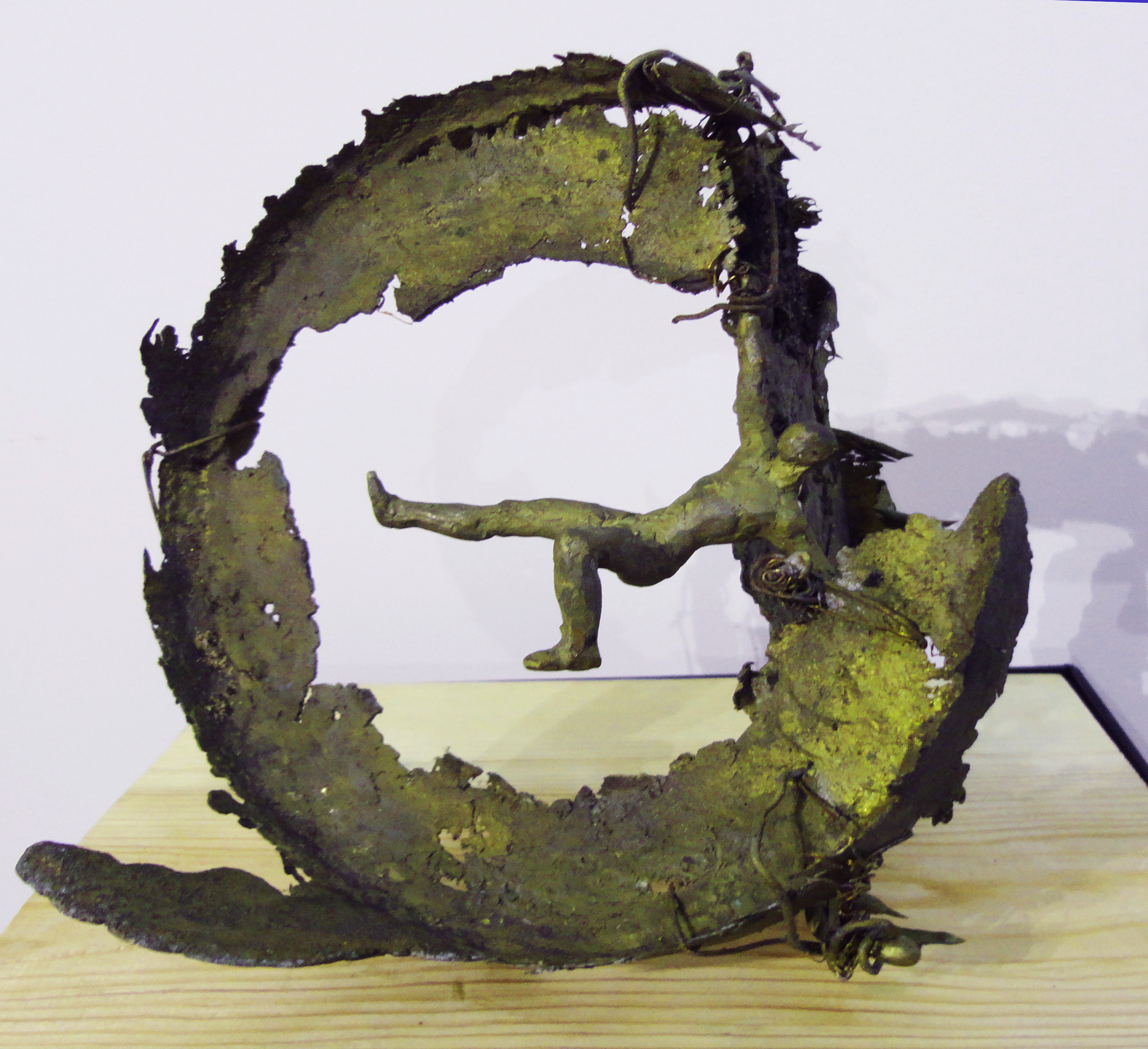
«Людина і нескінченість», об'єкт Ф.Тетянича, 1980

У 1970-1980-х роках Ф. Тетянич працював над монументальними роботами у різних містах України. В Києві мозаїчними панно оформив три станції швидкісного трамвая («Політехнічна», «Польова», «Гната Юри»; вестибюль заводу художнього скла (панно «Склодуви», зроблене зі смальти та відходів виробництва скла), екстер'єр Дарницького торгового центру, фасад корпусу радіоелектроніки Політехнічного Інституту[джерело?].
Філософські погляди Тетянича поступово склалися в самобутню концепцію, яку він назвав «Фрипулья», центральне місце в якій займає поняття про зв'язок людини і світу, як неподільного цілісного організму (Тілологія). 

У 1980-х роках Тетянич створив кілька біотехносфер навіть за держзамовленнями, які не збереглися. У місті Попасна Луганської області біотехносферу помістили на рейки як елемент оформлення залізничного депо. На автобусній зупинці у селі Перемога Київської області біотехносферу демонтували найшвидше, бо водії жалілися, що бачать «залишки НЛО». 

|  | Місцеросположенням моїх творів в різних країнах світу я вимальовую певне зображення. Екскурсійно-експозиційні шляхи, цим перетворюючи планету Земля в мій твір мистецтва, своєрідну скульптуру. Після цього, використовуючи природний рух моєї планети-скульптури навколо власної вісі та навколо Сонця я вимальовую в Сонячній системі кінетичне зображення Бублика - ритуального знака древніх віровчень.Цим знаком позначеною Сонячною системою, я опрацьовую нашу Галактику. Далі Галактикою - Всесвіт. Всесвітом - всю Нескінченність. | 

Світ продовжує приділяти увагу творчості Федора Тетянича, знаходячі аспекти, які стосуються сучасності, як от публікація О. Вагнер в «Радіо Свобода»

## Смерть і поховання
Помер у Лікарні НАН України на Подолі Старого Києва 18 лютого 2007, залишивши дружину Ганну і двоє дітей, Богдана і Ладу. Похований у Києві на Лісовому цвинтарі.[неавторитетне джерело]